# Espira-de-Conflent
Espira-de-Conflent (in catalano Espirà de Conflent) è un comune francese di 183 abitanti situato nel dipartimento dei Pirenei Orientali nella regione dell'Occitania.

## Geografia fisica

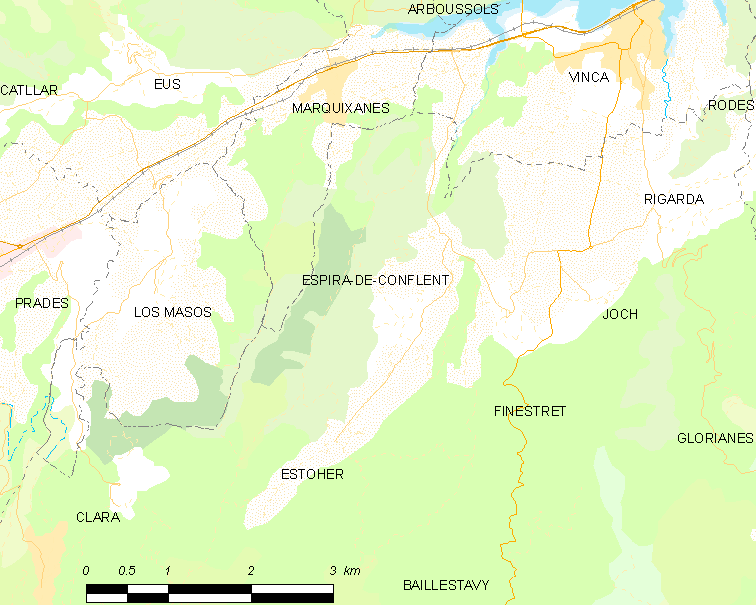
Situazione di Espira-de-Conflent

## Società

### Evoluzione demografica
Abitanti censiti